# 배트맨 비긴즈
《배트맨 비긴즈》(영어: Batman Begins)는 DC 코믹스의 가상 캐릭터인 배트맨에 기반해 2005년 크리스토퍼 놀런이 만든 슈퍼히어로 범죄 영화이다. 배트맨 역은 크리스천 베일이 맡았다.
영화는 배트맨 영화 시리즈를 각색한 것으로, 기존의 배트맨 세계관을 새로 시작하는 데에서 큰 의미가 있으며 브루스 웨인의 초기의 박쥐에 대한 두려움, 그의 부모님의 죽음, 배트맨이 되기 위한 여정, 상수도를 스케어크로우의 공포를 유발하는 약물이 첨가된 가스로 기체화 시킴으로써 고담시티를 파괴하려는 라스 알 굴의 계획을 저지하기 위한 싸움을 통해 캐릭터의 기존 이야기를 말하고자 하였다. 그것은 "The Man Who Falls", "Batman: Year One", "Batman: The Long Halloween" 같은 기존의 만화 책 줄거리에서 영감을 받았다.
스크린에서의 배트맨을 부활시키기 위한 1997년 배트맨과 로빈의 심각한 실패와 같은 성공적이지 못했던 일련의 프로젝트 후에, 크리스토퍼 놀런과 데이비드 S. 고이어는 2003년 초 영화에 공을 쏟기 시작했고 영화의 기반이 되는 인간성과 사실성을 가지고 더 어둡고 사실적인 면에 중점을 두었다. 목표는 관객들에게 배트맨과 브루스 웨인 모두를 좋아하게 만드는 것이었다. 영국과 시카고에서 주로 촬영을 했는데, 전통 스턴트에 거의 의존하였고 컴퓨터 기반의 미니어처 영상은 최소화했다. 텀블러라 불리는 새 배트맨 차량과 더 기동성 있는 수트도 모두 영화를 위해 특별히 제작되었다.
배트맨 비긴즈는 비평가들에게도 그리고 상업적으로도 성공적이었다. 영화는 2005년 6월 16일에 미국과 캐나다의 3,858개 극장에서 개봉되었다. 그것은 개봉 첫 주에만 4800만 달러를, 심지어 전 세계에서 3억 7200만 달러를 벌어들였다. 영화는 로튼 토마토의 전체 지지율 중 85%를 차지했다. 비평가들은 분노가 영화의 주된 모티브라 언급하면서, 이전의 배트맨 영화들과 비교했을 때 훨씬 더 어두운 분위기를 갖고 있다고 말했다. 이 영화는 아카데미상 최우수 영상 부문과 세 개의 BAFTA 어워드에 지명되었다. 또한 "전대 가장 훌륭한 영화 500편"에서 81위에 올랐으며, IMDB의 "TOP 250"에 올랐다.
놀런의 다크나이트 트릴로지 첫 편이다. 속편인 다크 나이트는 2008년 7월에, 마지막 편인 다크 나이트 라이즈는 2012년 7월 20일에 개봉했다.

## 줄거리
웨인 그룹 회장의 외아들인 브루스 웨인은 어린 시절 정원에서 친구 레이첼과 놀다가 빠진 우물에서 수많은 박쥐떼를 보고 놀란 후로 박쥐에 대한 공포심을 갖게 된다. 이후 그는 부모와 함께 오페라를 관람하다가 박쥐에 대한 공포가 다시금 떠올라 서둘러 밖으로 나오는데, 그때 노상 강도가 습격하여 그 총에 부모를 잃고 고아가 된다. 고담시티의 범죄와 악행에 반감을 가진 그는 이후로 세계를 떠돌면서 자신을 단련하게 된다.
범죄자들의 소굴에 섞여 생활하며 그들의 습성을 터득하던 중, 듀카드라는 수수께끼의 인물을 만난 그는 정신적, 육체적인 수련법을 배우게 되고 듀카드는 브루스에게 '어둠의 사도들'에 가입하라는 제안을 한다.
듀카드가 속해있는 ‘어둠의 사도들’은 동양계 무술의 달인 라스 알 굴이 이끄는 범죄 소탕 조직. 그러나 브루스는 ‘눈에는 눈, 이에는 이’라는 강경책으로 응징하는 이들의 방법이 자신과는 맞지 않음을 깨닫고 고담시티로 돌아온다.
브루스가 떠나 있는 동안 고담시티는 부패와 범죄로 파멸해 가고 있었다. 사회 봉사라는 이념하에 운영되었던 브루스 가문의 기업인 '웨인 엔터프라이즈'마저 전문 경영인 윌리엄 얼 이사의 손에 좌우되고 있었다. 얼 이사는 브루스 소유의 주식을 모두 매각하고 기업을 증시에 상장하는 일을 추진 중이었다.
한편 브루스의 소꿉 친구이자 검사보인 레이첼 도스는 갱단의 횡포에 골머리를 앓고 있었다. 부패권력과 밀착된 마피아 두목 팔코니가 고담시티의 저명한 정신과 의사 닥터 크레인의 도움으로 레이첼이 기소하는 사건마다 교묘히 빠져나갔던 것이다. 레이첼에게 기소되는 마피아 조직의 부하들을 크레인의 병원에 입원시켜 면죄되게 해주는 대신, 그 대가로 수수께끼의 약품을 고담시티로 밀반입시키는 이들의 결탁 속에서 고담시티민들은 점차 생존을 위협받는다.
브루스는 악이 점령한 고담시티를 되살리기 위해 충성스런 집사 알프레드와 청렴한 경찰 제임스 고든, 그리고 웨인 기업의 응용과학 전문가 루시어스 폭스의 도움을 받아 새로운 존재 '배트맨'으로 재탄생을 준비한다.

## 출연

### 배역
- 크리스천 베일 - 브루스 웨인 / 배트맨
  - 거스 루이스 (아역)
- 마이클 케인 - 알프레드 페니워스
- 리엄 니슨 - 헨리 듀카드 / 라스 알 굴
- 케이티 홈스 - 레이첼 도스
  - 에마 록하트 (아역)
- 게리 올드먼 - 제임스 고든
- 킬리언 머피 - 조너선 크레인 박사 / 스케어크로우
- 톰 윌킨슨 - 카르미네 팔코네
- 모건 프리먼 - 루시어스 폭스
- 루트거 하우어 - 윌리엄 얼
- 와타나베 켄 - 가짜 라스 알 굴
- 마크 분 주니어 - 아널드 플래스
- 라이너스 로체 - 토머스 웨인
- 세라 스튜어트 - 마사 웨인
- 래리 홀든 - 칼 핀치
- 제라드 머피 - 페이든 판사
- 콜린 맥팔레인 - 질리언 B. 로브 경찰서장
- 리처드 브레이크 - 조 칠
- 라데 셰르베지야 - 노숙자
- 크리스틴 애덤스 - 제시카

## 한국판 성우진(SBS) (2008년 2월 6일)
- 안지환 - 브루스 웨인/배트맨(크리스천 베일)
- 장광 - 듀카드/라스 알 굴(리엄 니슨)
- 김정호 - 알프레드(마이클 케인)
- 오길경 - 레이첼(케이티 홈스)
- 이종혁 - 고든(게리 올드먼)
- 이종구 - 팔코네(톰 윌킨슨), 페이든 판사(제라드 머피)
- 김용준 - 크레인(킬리언 머피)
- 민응식 - 얼(루트거 하우어), 가짜 라즈 알 굴(와타나베 켄)
- 김병관 - 루시우스 폭스(모건 프리먼)
- 엄태국 - 토머스 웨인(라이너스 로체)
- 송준석 - 질리언 B. 로브 서장(콜린 맥팔레인)
- 엄상현 - 칼 핀치(래리 홀든)
- 지미애 - 어린 브루스 웨인(거스 루이스)
- 김희선 - 마사 웨인(사라 스튜어트)
- 배주영 - 어린 레이첼(엠마 록하트)

## 배역 소개
- 브루스 웨인(크리스천 베일)- 웨인은 여덟 살 때 노상강도에 의해 부모님이 살해된 억만장자 사업가다. 수 년동안 불의에 맞서 싸우는 것에 대한 의미를 찾기 위해 전 세계를 여행하고서 그는 고담으로 돌아온다. 그날 밤, 브루스는 고담시티의 수호자인 배트맨이 된다. 베일은 2003년 9월 11일에 캐스팅되었는데, 대런 애러노프스키가 그의 영화를 각색하려고 계획했던 때부터 배트맨을 연기하고 싶다는 의사를 밝혀왔었다. 배트맨/브루스 웨인의 역할을 맡을 후보자로는 빌리 크루덥, 제이크 질런홀, 휴 댄시, 조슈아 잭슨, 이언 베일리, 킬리언 머피 등이 있었다. 베일은 이전의 작품들이 배트맨의 캐릭터를 제대로 살리지 못하고 악당만 과장해서 표현했다고 생각했다. 배트맨에 가장 걸맞기 위해, 베일은 만화 소설과 일러스트를 보면서 연구했다. 놀란 감독이 그에 대해 말하기를, "그는 정확히 우리가 찾고 있었던 어둠과 빛의 조화를 가지고 있었다"고 한다. 고이어는 '어떤 배우들은 배트맨을 훌륭히 연기하거나, 브루스 웨인을 훌륭히 연기하지만, 베일은 극명하게 다른 두 성격 모두를 그려낼 수 있다.'고 언급했다.

- 베일은 4가지의 캐릭터로 그 역을 묘사했다: 분노한 배트맨의 모습, 의심을 피하기 위해 사용한 가벼운 플레이보이 브루스, 복수심에 불탄 젊은 브루스, 더 늙고 화가 난 브루스가 삶의 목적을 발견해가는 모습. 베일은 그의 의상을 그닥 좋아하지 않았는데, 그것은 너무 자주 열을 내서, 그가 어쩔 수 없이 그 어두운 감정에 빠져들 수 있도록 해주었다. 그가 말하길, “배트맨 슈트는 사납고 맹렬해 보이는데, 실제로 당신은 그 슈트 안에서 배트맨이 그렇게 되어야 할 – 슈트 안의 한 남자가 아니라, 또 다른 생물인 - 거친 한 마리의 야수가 될 수 있다. 그가 머시니스트에서의 그의 역할을 위해 상당한 양의 몸무게를 감량했었기 때문에, 베일은 배트맨 역의 신체적인 조건을 위해 100파운드(45kg)을 찌우려고 개인 트레이너를 고용하기도 했다. 그는 처음에 목표 몸무게를 달성하고서도 그가 그 역에 적합하게 보일지 고민했다고 한다. 베일은 그의 큰 체격이 스피드와 전략적인 면에서 배트맨에 맞지 않는다는 것을 알았다. 그는 촬영이 시작될 때까지 초과 체중을 줄였다. 여덟 살의 브루스 웨인 역은 거스 루이스가 맡았다.

- 알프레드 페니워스(마이클 케인)

브루스 웨인의 부모가 신뢰하던 집사로, 그들의 죽음 후에 그들의 아들을 모시는 걸 계속하였다. 놀런은 케인이 그 역의 양아버지 같은 요소를 효과적으로 드러낼 수 있다고 여겼다. 비록 알프레드의 가족은 영화 속에서 대대손손 웨인 가를 모신 것으로 묘사되었지만, 케인은 웨인가의 집사가 되기 전에 Special Air Service에 종사했다는 그 자신만의 뒷이야기를 만들어 냈다. 부상을 당한 후에, 그는 토머스 웨인에 의해 웨인 가의 집사 자리를 맡게 되었는데, 그것은 단순히 "그가 집사를 원했기 때문이다. 하지만 알다시피, 누가 그것보다 더 강할 수 있겠는가?"
- 라스 알 굴(리엄 니슨)

필명인 앙리 듀카드 뒤에서, 라스 알 굴은 브루스에게 둔갑술을 가르친다. 고이어는 라스 알 굴이 오사마 빈 라덴과 견줄 만큼 모든 배트맨의 악당들의 집합체라고 생각했다고 한다. "그는 모든 다른 악당들이 그랬던 것처럼 미치진 않았다. 그는 복수에 사로잡혀 있지도 않다. 그는 사실 세상을 치료하려고 노력한다. 그는 단지 매우 가혹한 수단으로 그걸 할 뿐이다." 놀런은 그의 이전 작인 "메멘토"의 공동 제작자였던 가이 피어스에게 이 역을 맡아줄 수 있는지 의논했었으나, 둘 모두 그가 그 역을 맡기에 너무 어리다고 생각했다. 니슨은 보통 스승의 역에 캐스팅되었었는데, 그가 사실은 주요 악당이라는 것이 밝혀졌을 때 관객들은 적잖이 충격을 받았었다.
- 레이첼 도스(케이티 홈스)

고담시티의 지방 검사로 도시의 부패와 싸우는 브루스의 소꿉 친구이다. 놀런은 “대단히 따뜻하고 감정 표현이 훌륭한 면”을 홈즈에게서 발견했고, 또한 “그녀는 나이에 비해 성숙해서 레이첼이 브루스의 어떠한 도덕적 양심이라는 필수적인 면을 영화 속에서 잘 이해시킨다.”고 느꼈다 한다. 에마 록하트가 어린 시절 레이첼 도스 역을 맡았다.
- 제임스 고든 경사(게리 올드먼)

고담시티의 몇 안 되는 부패하지 않은 경찰 중 하나이다. 그는 브루스 웨인의 부모가 강도에 의해 살해되던 바로 그날 밤 근무중이던 경찰이었다. 이러한 점 때문에, 그는 성인이 된 브루스, 그리고 배트맨과도 특별한 유대를 갖게 된다. 놀런은 원래 올드먼에게 악당 역을 맡기려고 했었다. 그러나 크리스 쿠퍼가 가족들과의 시간을 보내기 위해 고든 역을 거절했을 때, 그는 악당 연기로 명성이 높은 올드먼에게 악당 역이 아닌 그 역을 맡기는 것이 더 신선할 것이라 생각했다. "나는 가족, 용기, 연민, 옳고 그른 것과 좋은 것 나쁜 것을 구별하는 것, 그리고 정의의 가치를 중시하는 영화의 테마를 담아내려 했다,"고 올드만이 그의 캐릭터에 대해 언급했었다. 올드만은 거의 그의 모든 씬을 영국에서 촬영했다. 고이어는 올드먼이 데이비드 마추켈리가 그린 "Batman: Year One"에 나오는 고든과 거의 흡사하다고 말했다.
- 닥터 조너선 크레인 / 스케어크로(킬리언 머피)

아캄 정신병원에서 일하는 사디스트 적인 정신 약리학자로 공포를 유발하는 독극물을 발견하는 역이다. 그는 실험 도중에 스케어크로우의 인격을 발견하게 되는데, 그는 그의 환자들을 인간 기니피그처럼 자신의 독극물을 시험하는데 사용한다, 그는 라스 알 굴과 카민 팔코니와 함께 일한다. 놀런은 아일랜드 배우인 머피를 스케어크로우로 캐스팅하기 전에 배트맨에 캐스팅하려 했었다. 머피는 스케어 크로우 역을 위해 수많은 만화책을 읽었고, 놀란과 그 배역이 덜 과장되도록 보이는 것에 대해 논의하곤 했다. 머피는 “나는 워젤 거미지같은 외모는 피하고 싶었는데, 스케어크로우는 신체적으로는 거의 눈길을 끌지 않기 때문이다 – 그는 정신을 조종하는 것과 그것으로 무엇을 할 수 있는가에 더 관심이 있다." 고 말했다.
- 카민 팔코니(톰 윌킨슨)

고담시티 암흑가의 지배자이다. 그는 조 칠이 웨인의 부모님을 죽인 것으로 감옥에 들어왔을 때 같은 감방을 썼었다. 그는 칠이 팔코니에 대해 반대증언을 하기로 결정했을 때 그를 죽여버렸다. 그는 닥터 크레인과 라스 알 굴과 거래를 하고 크레인의 공포유발 독극물을 도시의 상수도에 섞을 수 있도록 수 달 동안 그의 마약 운반책을 통해 밀반입한다.
- 루시우스 폭스(모건 프리먼)

회사의 응용과학부서에서 일하기로 강등된 웨인 엔터프라이즈의 ‘고위 직원’이다. 그는 거기서 생화학과 기계 공학의 선진 연구를 수행한다. 폭스는 브루스에게 배트맨의 미션을 수행하기 위해 필수적인 많은 장비들을 제공하고, 브루스가 영화 종반에 회사를 되찾았을 때 CEO로 승진한다. 프리먼은 고이어가 처음이자 유일하게 캐스팅을 위해 선택한이다.
다른 출연진들로는 브루스 웨인이 오랜 부제 동안 공식적으로 회사를 맡았던 웨인 엔터프라이즈의 CEO인 윌리엄 얼 역의 루거 하우어, ; 고든의 부패한 파트너 아널드 플래스 역의 마크 분 주니어; 라스 알 굴의 미끼 구실이었던 와타나베 켄; 지방 검사 칼 핀치를 맡았던 래리 홀든; 경찰 국장인 길리언 B. 레브 역의 콜린 맥팔레인, 브루스의 부모님인 토머스 웨인과 마사 웨인 역의 라이너스 로체와 사라 스튜어트; 조 칠 역의 리처드 브레이크 등이 있다.

## 제작

### 발단
2003년 1월에, 워너 브라더스는 《메멘토》 감독이었던 크리스토퍼 놀런을 아직 제목이 붙여지지 않은 배트맨 영화를 만들도록 고용했고, 데이비드 S. 고이어가 두 달 뒤 각본을 쓰기로 계약했다. 놀런은 배트맨의 영화 시리즈에 다른 모습을 보여주기 위한 그의 의도를 “이전에 얘기된 적 없는 캐릭터의 진짜 이야기를 보여줌으로서” 나타내었다. 놀런은 인간성과 현실주의적인 면이 영화의 토대가 될 것이라 말하면서, “배트맨의 세계는 현실에 기반을 둔 현실이다. (그것은) 비범한 영웅상이 일어서는 것이 아닌, 쉽게 알아볼 수 있는 현대의 현실이다.” 라 했다. 고이어는 영화의 목적이 청중으로 하여금 배트맨과 브루스 둘 모두를 생각하게 만드는 것이라고 말했다. 놀란은 이전의 영화들이 드라마 적 요소보다 스타일에 치중했다고 느꼈고, 그의 영감을 리처드 도너의 1978년 영화인 "Superman"처럼 주인공의 성장을 묘사하는데 중점을 맞춤으로서 나타내고자 하였다. 또한 Superman과 유사하게, 놀란은 《배트맨 비긴즈》의 초호화 조연들이 더 스토리에 대해 서사적인 감정과 신뢰성을 가지기를 바랐다.
놀런의 개인적인 영감의 “출발점”은 데니 오닐과 딕 지오다노가 전 세계를 여행하는 브루스의 여정을 그린 짧은 이야기인 《추락한 자》(The Man Who Falls)였다. 《배트맨 비긴즈》에서 어린 브루스 웨인이 우물 안으로 떨어진 초기의 장면은 여기서 차용한 것이다. 제프 레브가 글을, 팀 살이 그림을 맡은 《배트맨: 기나긴 할로윈》(Batman: The Long Halloween)은 할로윈의 “진지하고 심각한 접근”이 담겨있는 많은 요소중의 하나로 악당 카민 팔코니에 대해 고이어에게 각본을 쓰는데 영감을 주었다. T는 영화에서 하비 덴트를 넣어야 할지 고민했는데, 그를 그들이 “정의롭게 만들 수 없다”는 것을 알고 새 캐릭터인 레이첼 도스로 대체시켰다. 그 캐릭터는 후에 2008년 속편인 《다크 나이트》에서 에런 엑하트에 의해 연기되었다.
만화책에서의 통념은 브루스가 부모가 살해당하기 전에 그들과 함께 조로 영화를 보았다는 것이다. 놀런은 이것을 무시함으로써 브루스에게 있어서의 배트맨의 중요성과 슈퍼히어로가 되는 것이 오로지 그의 머릿속에서 나온 생각이라는 것을 강조시켜준다고 말했다. 그것이 놀런이 다른 DC 캐릭터들이 그의 영화 속 세계에서 존재하지 않는다고 설정했는지에 대한 이유이다.

### 촬영
모든 그의 영화에서, 놀런은 제 2 제작진을 사용하지 않았다. 그는 그의 생각을 한결같이 유지하기 위해 그렇게 했다. 녹화는 2004년 3월 아이슬란드에서 시작되었다. 제작진은 마을과 라스 알 굴의 사원의 정문을 지었고, 이 외딴 지역에 접근하기 위한 길 또한 만들었다. T날씨는 시속 75마일(121 Km/h)의 바람과 비, 눈의 부족으로 많은 문제를 낳았다. 월리 피스터는 손바닥만한 크기의 카메라로 찍기 위해 크레인을 사용하기로 결정하기도 했다.
1970년대 후반과 1980년대 초반의 《슈퍼맨》과 다른 블록버스터 영화에서 영감을 찾기 위해, 놀런은 근거지를 두고 영국에서 대부분의 촬영을 진행했는데, 구체적으로는 셰퍼턴 스튜디오 Shepperton Studios에서였다. 박쥐동굴 세트는 바로 거기 세워졌고 가로 약 250피트(76m), 높이 40피트(12m) 정도로 지어졌다. 프로덕션 디자이너인 네이선 크롤리는 12,000 갤런(영국식)의 폭포를 만들기 위해 12개의 펌프를 설치했고, 실제 동굴의 이끼를 사용한 바위들을 세웠다. 2004년 1월에, 워너 브라더스가 카딩턴의 비행기 격납고인 베드퍼드셔를 빌렸는데, 이는 당해 4월의 녹화를 위해서였다.
멘트모어 타워는 웨인가 소유의 스무 개의 다른 장소들 중에서 선택되었는데, 놀런과 크롤리는 웨인의 부모님을 기념하는 듯한 인상을 주는 그곳의 하얀 바닥을 좋아했다. 아캄 병원을 위해 선택된 건물은 영국 런던 북서쪽 밀 힐에 있는 국제 의학 실험 협회 건물이었다. 아캄의 인테리어에는 St.Pancras 기차역과 에비 밀즈 펌프장이 사용되었다. 런던 대학(University College London)는 법정을 위해 사용되었다. 추격씬 같은 장면은 시카고에서 촬영되었다. 당국은 수로에 가까이 접근하는 신을 위해 프랭클린 스트리트 브리지를 올리는 것을 허용했다.
영화의 어두운 면에도 불구하고, 놀란은 필름을 다양한 연령대에게 어필할 수 있기를 바랐다. "너무 어린애들은 물론 안 되겠지만, 내 생각에 우리가 한 것은 아마 그들에게는 몹시 강렬할 수 있으나 열 살에서 열 두 살의 그 아이들을 제외시키기를 원하지는 않는다. 왜냐하면 어릴 때 나도 이런 영화를 보는 것을 너무나 좋아했기 때문이다." 이 때문에, 잔인하거나 피를 흘리는 장면같은 것은 하나도 녹화되지 않았다.

### 디자인
놀런은 《배트맨 비긴즈》의 영감의 원천으로 1982년 문화과학적 픽션 영화인 《블레이드 러너》를 사용했다. 그는 그가 영화에 그리고자 하는 스타일과 태도를 보여주기 위해 월리 피스터에게 이것과 다른 두 개를 보여주었다. 놀란은 그 영화 속 세상을 “어떤 경계도 나타나지 않는 받아들이기 쉬운 세상을 탐구하고 묘사하는 기술에 있어서의 흥미로운 교훈”이라고 묘사했는데, 이 교훈은 그가 《배트맨 비긴즈》의 제작에 적용한 것이기도 하다.
놀런은 프로덕션 디자이너인 네이선 크롤리와 함께 고담시티의 외관을 만들었다. 크롤리는 놀런의 차고를 가득 채워 도시의 모형을 만들었다. 크롤리와 놀런은 그것을 도시가 겪어온 건축 양식의 다양한 시대를 반영할 수 있는 크고 현대적인 수도권 지역으로 만들었다. 기후는 뉴욕 시, 시카고, 도쿄의 것을 반영했으며 고속도로나 모노레일도 역시 도쿄의 것을 차용했다. Narrows는 홍콩의 카오룽 시의 (지금은 철거된) 벽으로 둘러싸인 도시의 슬럼가 같은 모습에 기반했다.

### 격투 연출
격투 연출은 《배트맨 비긴즈》와 그의 속편인 《다크 나이트》가 개봉한 후에 유명해진 Keysi Fighting Method를 사용했으나, 격투 팀이 바뀌면서 《다크 나이트 라이즈》에서는 사용되지 않았다. 그것은 자연적인 본능에 대한 연구와 구축에 기반을 둔 자기 방어 체계이다.

### 특수 효과
《배트맨 비긴즈》를 위해, 놀런은 컴퓨터에 기반한 영상 대신 전통 스턴트를 선호했다. 스케일 모델은 Narrows와 라스 알 굴의 사원을 표현하는데 사용되었다. 그러나, 거기엔 CG 합성 이미지도 몇 군데 들어가 있다. 예를 들어 고담의 스카이라인이나, 웨인 타워의 외부 모습, 몇 외부 모노레일 샷 등. 이 모노레일 장면은 실제 장면과 실용 모형, CGI를 합성한 것이다.
박쥐들은 한두 마리 등장하는 장면을 제외하고는 거의 디지털인데, 세트장에 더 많은 박쥐가 있는 것은 문제가 될 수 있었기 때문이었다. 죽은 박쥐는 디지털 모델을 만들기 위해 스캔되었다.

### 사운드트랙
《배트맨 비긴즈》의 음악은 한스 치머와 제임스 뉴턴 하워드가 작곡했다. 놀런은 원래 음악을 위해 치머를 초빙했으나, 치머가 놀런에게 하워드와 함께 작곡해도 좋을지 물었고, 그래서 그들은 공동 작업하기로 결정했다. 이 두 작곡가는 브루스 웨인의 “분열된 자아”와 그의 또다른 자아인 배트맨, 이렇게 두 테마로 나누어서 작업했다.
치머와 하워드는 로스앤젤레스에서 작곡을 시작해 그들이 작곡을 끝낼 때까지 12주 동안 런던에 머물렀다. 치머와 하워드는 세트장을 방문함으로써 음악을 위해 영감을 가다듬기도 했다.
치머는 그 이전의 배트맨 영화들에서 노래를 썼었기 때문에 그것은 피하길 원했고, 그래서 음악은 오케스트라와 전자 음악의 혼합으로 이루어졌다. 영화 속 90명 편성의 오케스트라는 다양한 런던 오케스트라들의 멤버로 구성되었고, 짐머는 일반보다 많은 수의 첼로를 사용하기로 했다. 짐머는 브루스 웨인의 부모님의 비극적인 기억을 회상하는 몇몇 영화 속 장면에 음악을 반영하기 위해 보이 소프라노를 쓰기도 했다. "그는 상당히 아름다운 목소리로 노래를 하고 얼어 붙은 것처럼 꼼짝도 하지 못했다.“ 고 치머는 말했다.
두 작곡가는 영화를 위해 2시간 20분짜리의 음악을 공동작업했다. 치머는 액션 장면에 중점을, 하워드는 영화 속 드라마적 요소에 중점을 맞추었다.

## 평판

### 비평가들의 반응
《배트맨 비긴즈》는 비평가들로부터 대체로 긍정적인 반응들을 얻었다. 로튼토마토에 의하면 84%의 비평가들이 평점 7.7점 (10점 만점)과 함께 자체 웹사이트의 평가 시스템에서 “Certified Fresh“를 주면서 262개의 리뷰에 근거한 긍정적인 견해를 보였다고 한다. 메타크리틱에서, 영화는 41개의 리뷰에 근거하여 평점 70점을 받았는데, 이는 ”대개 호의적인 리뷰들“을 보여준다.
제임스 베랄디넬리는 팀 버튼의 영화에서 부족하다고 느꼈던 부분들인 “‘배트맨’이 누구이며 무엇이 그를 그렇게 하게 만드는가”를 더 이해할 수 있도록 만들어진 놀런과 고이어의 작품에 갈채를 보내면서, 베일과 홈스 사이에서는 크리스토퍼 리브와 마고 키더(슈퍼맨), 토비 매과이어와 커스틴 던스트이 그들 각자의 역할에서 공유했던 어떤 화학적 반응이 부족했기 때문에 낭만적인 면은 작용하지 않았다고 생각했다고 한다.
로스 앤젤레스 타임스의 케네스 튜란은. 영화가 서서히 시작되면서, “특수 효과가 아닌 스토리, 심리, 그리고 현실성”이 배트맨의 무기 뒤에 감춰진 어두운 면을 부가시켜 준다고 말했다. 그는 리엄 니슨과 케이티 홈스가, 크리스천 베일의 “그의 배역을 뼈 속 깊이 느끼는” 능력과 달리, “만화책 속의 전형적인 모습과 실제 사람 모두가 되는 것”에서 그들 각각의 캐릭터에 제대로 맞지 않았다고 언급했다.
뉴요커 지의 데이비드 덴비는 베랄디넬리와 튜란의 의견에 동의하지 않았다. 그는 버튼의 두 영화와 비교했을 때 전혀 감동을 받지 못했으며, 베일의 존재는 “각본을 따르는 따분한 성실함”으로 가려졌으며, 마지막 클라이맥스 부분은 “질질 늘어지고 따분했으며”, 놀런은 액션 장면을 찍을 때 다른 제작자가 사용한 “속임수”를 모방하는 것에 의존했을 뿐이라고 언급했다.
시카고 트리뷴의 마이클 윌밍턴은 놀런과 고이어가 “명랑한 농담들과 만화책의 암시로 고통받는 드라마와 복수 모티브를 편안하게 섞어놓으려” 의도했다고 생각했고, 놀런이 “무모한 헐리우드 농담들”로 시리즈를 찍었다고 언급했다. 만화의 저자이자 편집자였던 데니스 오닐은 그는 “제작자들이 정말로 그들이 해석하고 있는 캐릭터를 잘 이해했다고 느꼈다”면서 배트맨 실제 액션 영화들 중 이 영화가 가장 최고였다고 언급했다. 반대로, 시카고 리더의 J.R. 존스는 대본을 비판하면서, “배트맨의 상처입은 정신세계를 표현하는 것”에 부합하지 않다며 놀런과 고이어 또한 비판했다. 이전 영화들에서 엇갈린 리뷰들을 내놓았던 로저 이버트는 “이것이 바로 내가 기다렸던 배트맨 영화이다. 더 정확하게, 이 영화는 내가 내 자신이 이것을 기다리고 있다는 것도 알아차리지 못했던 바로 그 영화이다”라고 서술했다.
베랄디넬리와 마찬가지로, USA 투데이의 마이크 클라크는 베일이 "아메리칸 사이코"에서 패트릭 베이트먼을 연기했던 것처럼 배트맨의 역할도 잘 해냈으나, 브루스 웨인과 레이첼 도스 사이의 관계는 “좌절할 만큼 발전되지 않았다”고 말했다. 카일 스미스는 베일이 “"아메리칸 사이코"에서 보여준 성공적인 변화처럼 위협적이면서 재치있는 모습”을 보여주었으며, 영화는 그 속의 현실주의로 인해 훌륭하게 이루어져 있다고 말했다. 반대로, Salon.com의 스테퍼니 자카렉은 놀란이 “가장 감정이 풍부하고 극심한 고통에 시달리는 모든 슈퍼히어로 중의 하나”를 기대했던 감정의 깊이를 제대로 전달하지 못했다“고 말했다. 그녀는 베일을, 그녀가 그와 비교했던 마이클 키턴과 달리, 가면 아래로 관중들과 연결되는 데에 실패했다고 말했으나, 게리 올드먼은 영화의 나머지 부분이 실패한 대신 ”복잡한 감정선“을 잘 나타냈다고 했다. 그러나, 팀 버튼은 놀런을 ”오늘 날 이런 종류의 영화가 가져야 할 진정한 정신을 제대로 잡아냈다. 내가 20년 전, 1998년인가 그 즈음에 배트맨을 찍었을 때, 만화책에 기반한 영화를 만든다는 것이 특이한 시절이었다. 당신은 그때까지만 해도 만화 속의 어두운 면을 파고들 수 없었다. 최근 몇 년간 그것은 받아들여질 수 있게 되었고 놀런은 마침내 배트맨 만화가 보여주려 하는 것의 뿌리에 도달하게 된 것이다"라고 말했다.

### 박스 오피스
미국과 캐나다 등지의 55개의 IMAX 극장을 포함한 3,858개 극장에서 2005년 6월 15일 개봉했고, 개봉 첫 주에 48,745,440달러를 기록하면서 1위에 랭크되었다. 개봉 후 첫 5일간 수입 7290만 달러로는 배트맨 포에버(1995)의 기록을 깼다. 55개의 IMAX 극장에서는 개봉 후 첫 5일간 316만 달러를 벌어들였다. 스튜디오의 조사에 의하면 영화에 A를 매긴 영화광들에게, 비긴즈는 배트맨 영화 시리즈 중 최고라고 평가받았다. 청중들 중 57%가 남자였으며 25세 이상이 54%를 차지했다.
그다음 주에는 첫 주에 비해 43퍼센트의 하락률을 보이면서 27,589,389달러를 벌어들이면서 여전히 1위 자리를 유지했다. 북아메리카에서 205,343,774달러를, 전 세계에서는 총 372,710,015달러를 벌어들였다. 이는 2012년 8월 기준으로 배트맨 영화에서 네 번째로 가장 높은 순위로, 전 세계에서 411,348,924 달러를 벌어들였던 팀 버튼의 배트맨의 다음가는 성적이다. 이후 속편인 다크나이트와 다크나이트 라이즈가 각각 1억이 넘는 수익을 기록하면서 추월당했다. 배트맨 비긴즈는 개봉한 첫 주에 극장당 평균 12,634달러를 벌어들인 셈이다. 2005년 미국에서 여덟 번째로 가장 높은 수익을 낸 영화가 되었다.

## 수상
제78 회 아카데미 최우수 촬영 부문 후보에 올라 촬영감독 월리 피스터가 수상했고, 제59회 BAFTA에는 세 부문에 지명되었다. 개봉 몇 달 후에는 엠파이어 독자들이 투표한 전대의 36번째 가장 위대한 영화에 이름을 올렸다. 2006년 미국 작곡가·작가·출판사협회에서는 음악을 작곡한 제임스 뉴턴 하워드, 한스 치머, 라민 디아와니에게 ASCAP 상을 수여했다. 2006년 새턴 어워드에서는 최고의 판타지 영화상, 남우주연상(크리스천 베일), 각본상(놀런과 고이어)를 수상했다. 베일은 MTV Movie Award에서 '최고의 영웅'상을 받기도 했다. 그러나 케이티 홈스의 연기는 Razzle Award에서 최악의 여우조연상 부문에 지명되었다. 배트맨 비긴즈는 팬들이 주는 Total Film award에서 최고의 영화상을 받았다.

## 영향
배트맨 비긴즈는 어두운 장르와 배경을 가진 이야기들의 재해석과 시리즈 리부트를 유행시켰다. 영화 제작자니 각본가, 감독 가운데 《아이언맨》의 존 패브로, 《인크레더블 헐크》의 에드워드 노턴, 《터미네이터: 미래전쟁의 시작》의 맥지, 《스타 트렉》의 데이먼 린델로프, 《셜록 홈즈》의 로버트 다우니 주니어, 《지.아이.조》의 로렌조 디 보나벤투라, 《엑스맨 탄생: 울버린》의 휴 잭맨, 《엑스맨: 퍼스트 클래스》의 매슈 본 등이 자신이 이 작품으로부터 받은 영향을 언급했다. 또 마크 웨브의 《어메이징 스파이더맨》의 분위기와 재해석에 영감이 되었다고 이야기된다.

## 같이 보기
- 다크 나이트
- 조커 (2019년 영화)